# Інститут бджільництва ім. П. І. Прокоповича
Національний науковий центр Інститут бджільництва ім. П. І. Прокоповича — інститут НААНУ із статусом національного наукового центра створений у 1989 році як головна установа України з проблем бджільництва.
Інститут названо на честь українського бджоляря, основоположника раціонального бджільництва Петра Прокоповича.
Територія інституту безпосередньо межує з територіями Національного експоцентру України, Клінічної лікарні «Феофанія», Національним музеєм бджільництва України. Поруч розташовані Головна астрономічна обсерваторія НАН України Національної академії наук України, Національний музей народної архітектури та побуту України, Садово-парковий комплекс НАН України «Феофанія».

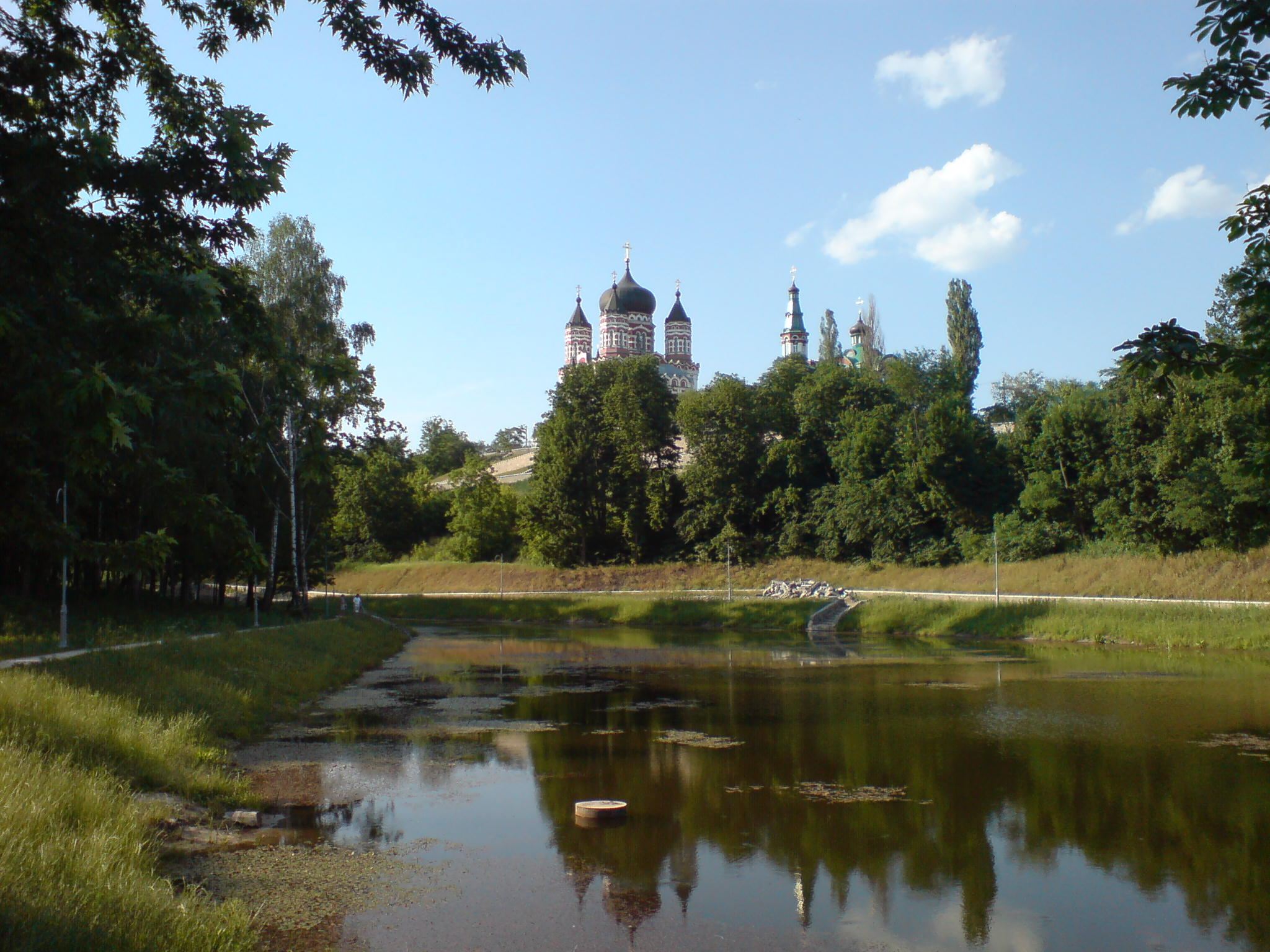
Феофанія: верхній ставок та Свято-Пантелеймонівський монастир

## Історія місцевості
У 16-му столітті ця місцевість належала Києво-Печерському монастирю. А пізніше стала особистою власністю київських митрополитів: спочатку — Петра Могили, згодом Сильвестра Косова.
Наприкінці 18-го століття територія Феофанії вже належала Софіївському чоловічому монастирю.
Після указу імператриці Катерини II з 1786 і до 1802 років ця місцевість перебувала у власності державної казни, а відтак була власністю настоятеля Михайлівського Золотоверхого монастиря Феофана (Шиянова) — Київського вікарія і помічника митрополита.
Саме Феофан — перший Київський вікарний єпископ зводить тут заміську резиденцію дачного типу для настоятелів Михайлівського Золотоверхого монастиря, перетворюючи з 1803 року територію на пустинь, названу ім'ям її засновника — Феофана. Майже 28 років (1807—1835 рр.) резиденція стояла пустою. До 1920 року — це власність Лаври, пасічний хутір, який у 1934 році закрили і пустинь взагалі перестала існувати.

## Опис
Інститут здійснює науково-методичне керівництво і координацію наукових досліджень, що проводяться організаціями, установами та навчальними закладами, господарствами різних форм власності при вирішенні ними науково-технічних проблем та завдань галузі.
На базі Інституту діє Спілка пасічників та Асоціація апітерапевтів України, Національна асоціація пасічників України «Укрбджолопром», фонд Петра Прокоповича. Створено музей бджільництва, де представлено історичні етапи розвитку бджільництва та сучасні технології. Працює наукова бібліотека інституту, яка містить ряд рідкісних видань з історії бджільництва, технології бджоловедення, переробки продуктів бджільництва. Інститут видає міжвідомчий тематичний науковий збірник «Бджільництво», є співзасновником журналу «Український пасічник», активно співпрацює з журналом «Пасіка». Україна є членом міжнародних організацій пасічників — АПІМОНДІЇ та АПІСЛАВІЇ.
Основні напрямки наукових досліджень:
- вивчення господарсько-корисних та етологічних ознак аборигенних порід бджіл і розробка теоретичних основ породного районування бджіл в Україні
- поліпшення порід аборигенних (української степової, карпатської та поліської популяції) і створення нових породних груп, типів і ліній медоносних бджіл із застосуванням ефективних методів селекції
- розробка інтенсивних технологій бджоловедення, переробки і використання бджолопродуктів у галузі
- розробка методів профілактики і боротьби з хворобами та шкідниками бджіл
- вивчення нектароресурсів і розробка ефективних методів використання бджіл для запилення ентомофільних сільськогосподарських культур
- розробка та виготовлення на основі продуктів бджільництва нових видів лікувально-профілактичних препаратів та харчових композицій
- створення та впровадження у виробництво стандартів та нормативно-технічної документації дослідних зразків обладнання та інвентарю
- сертифікація продуктів бджільництва.

Директор інституту в 2012-2015 роках — доктор ветеринарних наук, професор, Галатюк Олександр Євстафійович.

## Координати
- Адреса: 03143, м. Київ, вул. Заболотного, 19